# Drumul Yungas

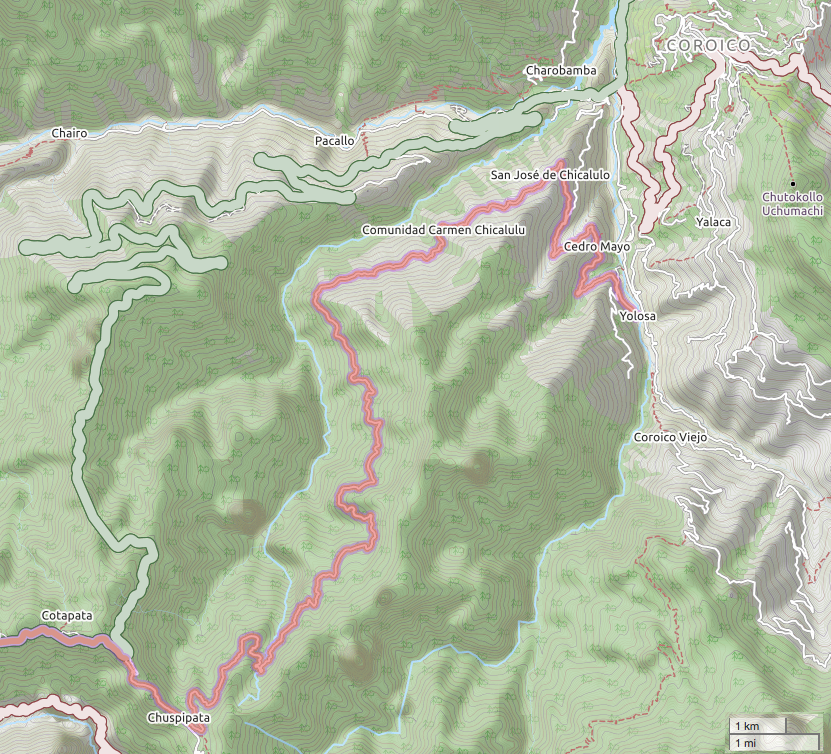
În roșu secțiunea de ciclism, în verde Ruta Națională Boliviană 3

Drumul Yungas, normal denumit Drumul Morții, este un traseu de 64 kilometri (40 mi) pentru biciclete și vehicule care leagă orașul La Paz de regiunea Yungas din Bolivia. A fost construit în anii 1930 de guvernul bolivian pentru a conecta capitala, La Paz, cu pădurea amazoniană din partea de nord a țării. O mare parte din construcția sa a fost realizată de prizonieri paraguayeni în timpul Războiului din Chaco. Mai multe secțiuni ale drumului au mai puțin de 3 metri (9,8 ft) lățime. Datorită apariției frecvente a ploii, ceții, alunecărilor de teren, cascadelor, pantelor abrupte și stâncilor, este considerat în mare parte cel mai periculos drum din lume.
Spre deosebire de restul țării, drumul Yungas este un drum cu circulație pe stânga, ceea ce le-a permis șoferilor să calculeze mai bine distanța dintre vehiculele lor și marginea drumului. Între timp, a fost înlocuit de un drum asfaltat mai nou, cu două benzi, prevăzut cu parapete și sisteme de drenaj.
Cunoscut pentru pericolul său extrem, cu 3.500 metri (11.500 ft) de coborâre, Drumul Morții atrage aproximativ 25.000 de turiști pe an și a devenit o destinație populară pentru turismul de aventură, în special pentru ciclismul montan. Cel puțin 18 bicicliști au murit pe drum din 1998.